# دانيال عربيد
دانيال عربيد  كاتبة ومخرجة وممثلة لبنانية، ولدت في العاصمة اللبنانية «بيروت» في 26 أبريل 1970، وتركت لبنان خلال احتدام الحرب الأهلية اللبنانية في عام 1987 متجهة إلى الإقامة في فرنسا. شاركت افلامها الروائية والتسجيلية في العديد من المهرجانات الفنية العالمية وحصلت على العديد من الجوائز. ، وتُعرف في فرنسا كمخرجة فرنسية لا كمخرجة لبنانية. ساهمت في تشكيل الثورة السينمائية الأنثوية في لبنان مع منتصف تسعينات القرن الماضي ضمن جيل من المخرجات اللبنانيات الذي يضم نادين لبكي وجوسلين صعب وليلى عساف ولارا سابا وغيرهن، أثارت أفلامها ضجة في البلدان العربية نظرا إلى أفكارها الجريئة والمتحررة، ومناقشتها مواضيع جدلية والتوقيت الذي تصدر فيه وتتناول في أعمالها الحب والجنس والحرب واللذة والهوية.

وقدّمت أفلامها في عدد من المهرجانات العالمية خصوصا مهرجان كان السينمائي ومهرجان لوكارنو ولقيت اعمالها في الغرب ترحيبا من وسائل الإعلام.

## بدايتها
درست الأدب في فرنسا، كما درست الصحافة كذلك، وعملت في مجال الصحافة لمدة خمس سنوات حيث عملت مع صحيفة Libération الفرنسية الشهيرة كمراسلة سياسية، ثم اتجهت إلى السينما منذ عام 1997، حيث قدمت أول فيلم قصير لها (ردم)، ثم قدمت عدد كبير من الأفلام بين الوثائقي والروائي، عرض أول فيلم روائي طويل لها في مهرجان كان في عام 2004.

## علاقتها بوطنها الأم
عن إمكانية عودتها للعيش في لبنان ترى أن «لا صناعة سينما في لبنان، وفي فرنسا أنا مخرجة فرنسية وعائلتي في فرنسا، كما أنني أشعر بقساوة المجتمع اللبناني على رغم طيبة الناس ومحبتهم، فالمجتمع لا يتقبل الاختلاف بل ينبذ الإنسان المختلف».

## قائمة الافلام
- 1998 : ردم (فيلم قصير، خيالي، 17')
- 1999 : العابر (فيلم قصير، خيالي، 13')
- 2000 : وحيدة مع الحرب (وثائقي)
- 2002 : غريبة (خيالي، 45’)
- 2002 : عالحدود (وثائقي)
- 2004 : معارك حب (فيلم طويل)
- 2004 : حديث الصالون
- 2007 : رجل ضائع (فيلم طويل)
- 2008 : رائحة الجنس (فيلم قصير)
- 2011 : بيروت بالليل (فيلم طويل)

## جوائز
- منحها وزير الثقافة الفرنسي فريدريك ميتران وسام الشرف الفرنسي برتبة فارس في الفنون والآداب عام 2009، وهو أحد أربعة أوسمة شرفية تمنحها الوزارات في الجمهورية الفرنسية.[9]
- جائزة أفضل فيلم في مهرجان ميلان السينمائي في إيطاليا عام 2004 عن فيلم معارك الحب.[10]
- حصل فيلمها معارك الحب على الجائزة الكبرى لمعهد العالم العربي للفيلم الروائي الطويل في المهرجان السابع للسينما العربية في باريس 2004.[11]
- حصل فيلمها «معارك حب» على جائزة لجنة التحكيم الخاصة من أيام قرطاج السينمائية في دورتها العشرين.[12]
- جائزة لجنة التحكيم من مهرجان السينما الأوروبية "Angers " عام 1999 عن فيلم «العابر».
- جائزة أحسن ممثلة من مهرجان «مؤنس» في بلجيكا عام 1999 عن فيلم «العابر».
- جائزة في مهرجان لوكارنو السينمائي الدولي عام 2000 عن فيلم وحيدة مع الحرب
- جائزة ألبرت لندن (الفرنسية) عام 2001 عن فيلم وحيدة مع الحرب.
- جائزة أفضل فيلم في مهرجان تورونتو عن فيلم وحيدة مع الحرب.
- جائزة الفيلم الوثائقي لمهرجان أفلام البحر المتوسط عام 2001 عن فيلم وحيدة مع الحرب.
- جائزة من هيئة المحلفين في مهرجان «دي بوبلي» في فلورنسا عن فيلم وحيدة مع الحرب
- أكبر جائزة لمهرجان فندوم عام 2002 عن فيلم الخارج.
- منحة فيلا ميديسيس «خارج على الجدران» في 2002 عن فيلم الحدود.
- الجائزة الذهبية في مهرجان جنيف.
- جائزة بايار الذهبية لأفضل سيناريو في مهرجان «نامور» في بلجيكا.
- جائزة «السيدة هارموجادا»، وجائزة خوسيه ريبيرو كأفضل فيلم في مهرجان «لاس بالماس» في اسبانيا.
- جائزة «رؤى جديدة» أفضل فيلم في مهرجان «بالم سبيرغس» بالولايات المتحدة.
- جائزة لجنة التحكيم من مهرجان «ليبزيغ» عام 2000 عن فيلم وحدها مع الحرب.
- إشادة من لجنة التحكيم في مهرجان «الأونرابل» عام 2001 في فلورنسا.
- جائزة الخمسة عشر للمخرجين عن فيلم أوروبا في ساحة المعركة.
- جائزة العمل الأول لمهرجان تطوان.
- جائزة الفهد الذهبي مهرجان لوكارنو عام 2004 عن فيلم حديث الصالون.
- منحة أفضل سيناريو بمهرجان «مونتبليه».
- إشادة من لجنة التحكيم في مهرجان «أوبرهوسن» عام 2003 للأفلام القصيرة عن فيلم حديث الصالون.[13]

## أزمات أثارتها
واجهت أفلامها صعوبات في لبنان، حيث تم منع فيلمها الروائي الأول «معارك الحب» لمن هم دون 18 سنة، أما فيلمها الثاني «الرجل الضائع» فقد طلب حذف مقاطع عدة منه مما أدى إلى عدم عرضه.
أثار فيلم “بيروت بالليل” أزمة كبرى في لبنان على أثرها رفعت دانيال عربيد ومنتجة الفيلم سابين صيداوي دعوى قضائية أمام مجلس شورى الدولة ضد الدولة اللبنانية ممثلة بمجلس الوزراء بسبب منع الرقابة عرض الفيلم في الصالات اللبنانية بحجة أنه يعرض الأمن الوطني للخطر حيث تدور قصة الفيلم حول فتاة لبنانية تدعى “زهى” تتعرف على رجل فرنسي يقطن في إحدى فنادق بيروت فتجمعها به علاقة عاطفية ينتج عنها لقاءات حميمية افتقرت إليها مع زوجها الذي يقيم علاقات غرامية خارج الزواج. وهو ما جعل الفيلم يحتوي على بعض المشاهد ذات الطابع الجنسي الموظفة درامياً ولكنها ليست مهمة لدرجة منع الفيلم بحجتها، فتوصيف “للكبار فقط” كان كفيل بحل المشكلة، 
ولكن منتجي الفيلم قالوا في بيان إن «لجنة مراقبة الأفلام التابعة لجهاز الأمن العام اللبناني اعتبرت أن الفيلم يشكل خطرا على أمن لبنان مطالبة بحذف كل المشاهد التي تأتي بذكر حادث اغتيال رئيس الحكومة السابق رفيق الحريري عام 2005» مؤكدين أن الفيلم يستوحي أحداثه من وقائع معروفة نشرت في الصحف وهو لا يأتي بأي سبق إخباري جديد ولا يقف مع أو ضد أي فريق أو حزب لبناني، ومن جانبها لفت مكتب شؤون الإعلام في الأمن العام إلى أن منتجي الفيلم كانوا وافقوا ووقعوا طلبا بحذف أي إشارة إلى اغتيال الحريري قبل أن يغيروا رأيهم حيث أصرت الشركة المنتجة للفيلم على أن الفيلم من نسج الخيال وأنه لا يوجد مبرر للرقابة في منع الفيلم أو حذف مشاهد منه.

## ورابط خارجية
- دانيال عربيد على موقع IMDb (الإنجليزية)
- دانيال عربيد على موقع ألو سيني (الفرنسية)
- دانيال عربيد على موقع أول موفي (الإنجليزية)
- دانيال عربيد على موقع قاعدة بيانات الأفلام السويدية (السويدية)
- دانيال عربيد على موقع قاعدة بيانات الفيلم (الإنجليزية)
- دانيال عربيد على موقع كينوبويسك (الروسية)